# Salpis infelix
Salpis infelix là một loài bướm đêm trong họ Geometridae.